# リチャード・モイア
リチャード・モイア（Richard Moir、1950年 - ）は、オーストラリアの俳優。

## 出演作品
- チェーン・リアクション
- 男たちの戦場／勝利なきベトナム戦線

## 脚本
- デッドリー／疑惑の獄死